# Antoniu Cossu
Antoniu Cossu (Santu Lussurgiu, Província d'Oristany 1927 - 2003) és un escriptor en sard. Estudià a Oristany i a Milà, on es graduà amb una tesi sobre Gabriel Miró. El 1959 tornà a l'illa i amb Adriano Olivetti, Diego Are i Albert Maister es dedicà a tasques editorials i publicaren plegats Autonomia e solidarietà nel Montiferru: sguardi e prospettive per un programma di sviluppo in una zona della Sardegna. També treballà com a funcionari al centre de programació regional.
El 1975 fou un dels promotors amb Nanni Pes de la revista La grotta della vipera per a promoure la cultura local i popular sarda, i donar a conèixer les llengües minoritàries d'altres països, que ha dirigit fins a la seva mort juntament amb Giuseppe Marci. També ha col·laborat amb el CIEMEN.

## Obres

### en italià
- I figli di Pietro e Paolo (1967)
- Il riscatto (1969)

### en sard
- Mannigos de memoria (1984)
- A tempos de Lussurzu (1985)